# Hidrocianación
La hidrocianación es, fundamentalmente, el proceso mediante el cual los iones H+ y CN– se adicionan a un sustrato molecular. Por lo general, el sustrato es un alqueno y el producto es un nitrilo. Cuando el CN– es un ligando en un complejo de metal de transición, su basicidad hace que sea difícil desalojarlo, por lo que, a este respecto, la hidrocianación es notable. Dado que el cianuro es a la vez un buen donante-σ y aceptor-π, su presencia acelera la velocidad de sustitución de los ligandos trans a sí mismos, el denominado efecto trans. Un paso clave en la hidrocianación es la adición oxidativa de cianuro de hidrógeno a los complejos metálicos de baja valencia. En la hidrocianación de carbonilos insaturados, la adición sobre el alqueno compite con la adición sobre el grupo carbonilo.

## Estereoquímica y mecanismo
Industrialmente, la hidrocianación se realiza comúnmente en alquenos catalizados por complejos de níquel de ligandos de fosfito (P(OR)3). Se muestra una reacción general:
{\displaystyle {\ce {RCH=CH_{2}{+}HCN\rightarrow R-CH_{2}-CH_{2}-CN}}}
El ciclo catalítico general se resume:
El precatalizador NiL4, un complejo de tetrakis(fosfito)níquel(0), primero forma la especie catalíticamente activa NiL2 por disociación del ligando. Esto es seguido por la adición oxidativa del HCN al Ni(0) para dar un complejo de cianuro de hidruroníquel (II), abreviado Ni(H)(CN)L2 (1), la coordinación del alqueno (complejo-π) da el intermedio Ni(H)(CN)L(alqueno) (2), que luego se somete a una inserción migratoria (anti-Markovnikov) para dar un cianuro de alquilníquel (II) Ni(R)(CN)L2 (3). El ciclo se completa con la eliminación reductora del nitrilo (4). Otro ligando también puede ser bis-1,2-diarilfosfinito.
Los ácidos de Lewis, como el trifenilboro (B(C6H5)3), pueden aumentar las tasas de hidrocianación y permitir temperaturas de funcionamiento más bajas. El trifenilboro puede derivar esta capacidad para inducir la eliminación reductora del producto de nitrilo. Las velocidades también pueden amplificarse con grupos electroatractores (NO2, CF3, CN, C(=O)OR, C(=O)R) en los ligandos de fosfito, ya que estabilizan el Ni(0).

### Desactivación del catalizador
La desactivación del catalizador implica la formación de especies de dicianoníquel (II), que no reaccionan con los alquenos. El dicianuro surge a través de dos vías (L = fosfito):
{\displaystyle {\rm {Ni(H)(CN)L_{2}+HCN\rightarrow Ni(CN)_{2}L_{2}+H_{2}}}}
{\displaystyle {\rm {Ni(R)(CN)L_{2}+HCN\rightarrow Ni(CN)_{2}L_{2}+RH}}}

### Hidrocianación asimétrica
La mayoría de los alquenos son proquirales, lo que significa en este contexto que su hidrocianación genera nitrilos quirales. Catalizadores de hidrocianación convencionales, como el Ni(P(OR)3)4, catalizan la formación de mezclas racémicas, que consisten en cantidades iguales de los dos nitrilos enantioméricos. Sin embargo, cuando los ligandos de soporte son quirales, la hidrocianación puede ser altamente enantioselectiva. Para la hidrocianación asimétrica, los ligandos quirales más comunes son complejos de aril difosfito quelantes.

### Transhidrocianación
En la transhidrocianación, se transfiere un equivalente de HCN desde una cianohidrina, como la cianhidrina de acetona, a otro aceptor de HCN. La transferencia es un proceso de equilibrio, iniciado por una base. La reacción puede ser impulsada por reacciones de atrapamiento o por el uso de un aceptor superior de HCN, como un aldehído.

## Aplicaciones
La hidrocianación es importante debido a la versatilidad de los alquilnitrilos (RCN), que son intermedios importantes para la síntesis de amidas, aminas, ácidos carboxílicos y ésteres. La aplicación industrial más importante es la síntesis catalizada por níquel en la síntesis de adiponitrilo (NC-(CH2)4-CN) a partir del 1,3-butadieno (CH2=CH–CH=CH2). El adiponitrilo es un precursor de la hexametilendiamina (H2N–(CH2)6–NH2), que se utiliza para la producción de ciertos tipos de nylon. A continuación se muestra el proceso de DuPont para obtener adiponitrilo:
Este proceso consta de tres pasos: hidrocianación de butadieno a una mezcla de 2-metil-3-butenonitrilo (2M3BM) y 3-pentenonitrilo (3PN), un paso de isomerización de 2M3BM (no deseado) a 3PN, y una segunda hidrocianación (ayudada por un cocatalizador ácido de Lewis, como el cloruro de aluminio o el trifenilboro) a adiponitrilo.

### Hidrocianación asimétrica
El naproxeno, un fármaco antiinflamatorio, se prepara mediante una hidrocianación enantioselectiva asimétrica de un vinilnaftaleno utilizando un ligando de fosfinito (OPR2), L. La enantioselectividad de esta reacción es importante porque solo el enantiómero S es medicinalmente deseable, mientras que el enantiómero R produce efectos nocivos para la salud. Esta reacción puede producir el enantiómero S con una selectividad mayor del 90%. Tras la recristalización del producto bruto, se puede obtener el nitrilo ópticamente puro.

## Historia
La hidrocianación fue reportada por primera vez por Arthur y Pratt en 1954, cuando catalizaron homogéneamente la hidrocianación de alquenos lineales. William C. Drinkard inventó el proceso industrial para la hidrocianación catalítica de butadieno a adiponitrilo.